# Тростянець (Гайсинський район)
Тростяне́ць — селище в Україні, в Гайсинському районі (до 18 липня 2020 — адміністративний центр Тростянецького району) Вінницької області.

## Географія
До облцентру можна дістатися автошляхом М12, який збігається із євро-шляхом E50. Траса потім переходить в автошлях Р08 згодом в шосе Т 0222.

## Історія
Перша документальна згадка про Тростянець датується 1598 роком. За переказами, стародавнє поселення існувало і раніше, лежало на південний захід від сучасного, але його пограбували і спалили дощенту. Згодом люди осіли на теперішньому місці, у долині річки Тростянець(Нетека). Новому поселенню спочатку дали назву Адамгород, але згодом повернули стару назву, очевидно від слів «Тростина», «трясовина», бо місцевість у долині була заболочена, густо вкрита очеретом. Через село пролягав відомий Шпаків тракт, що сполучав північно-західні райони України з узбережжям Чорного моря. 29 разів цією дорогою робили набіги на Тростянець загони турків і татар; — жителі поселення рятувались від них у катакомбах.
У першій половині XVII ст. Тростянець багато разів переходив від одного власника до іншого (магнатів Вишневецьких, Потоцьких, Сабанських) мешканці його були кріпаками. Поміщицький гніт призводив до втечі кріпаків з маєтку, чимало з них брали участь у визвольній війні українського народу проти польської шляхти (1648—1654 рр.).
Неподалік містечка відбувались запеклі бої. 22-23 травня 1652 року під Батогом (нині село Четвертинівка) українські козаки під проводом гетьмана Богдана Хмельницького розгромили 30-тисячне військо польської шляхти, очолюване коронним гетьманом Речі Посполитої Марціном Калиновським. 1649 року Тростянець увійшов до складу Брацлавського полку; за Андрусівським перемир'ям він залишився за Польщею і увійшов до складу Російської імперії аж 1793 року.
З 1797 року, згідно з новим адміністративним поділом, містечко увійшло до Брацлавського повіту Подільської губернії. З 90-х років XVIII ст. в містечку діяли 2 винокурні заводи, один з яких в 1864 році було переобладнано для виробництва спирту з меляси. 1834 р. став до ладу цукровий завод Потоцького, пізніше збудували млин, олійню, крупорушку. У 1840 році Тростянець з навколишніми селами, які становили родовий маєток графа Потоцького, було закладено в Петербурзьку опікунську раду.
1884 р. до містечка від залізничної станції Демківка провели залізничну колію. Діяли друкарня та палітурна майстерня.
Наприкінці XIX століття в Тростянці (з передмістями Витягайлівкою та Качурівкою) мешкало 3338 православних, 78 католиків, 3 сектанти-розкольники, 1573 євреї — всього 5052 осіб. Тут було волосне управління, поштово-телеграфна контора. Функціонували міська лікарня та лікарня при цукровому заводі. Діяли дві церковно-парафіяльні школи, двокласне училище при цукровому заводі та три єврейські молитовні школи. При училищі відкрили бібліотеку.
У 1883-87 рр. за готовим проектом дерев'яну церкву в селищі будував архітектор Сазонов Василь Васильович
Радянську владу в Тростянці остаточно встановлено в січні 1918 року, а відновлено в травні 1920 року. У 1921-22 роках починає працювати спиртовий завод, залізнична станція. Цукровий завод тоді було демонтовано, на його базі створено механічні майстерні, а на землях — радгосп. Постало питання відбудови народного господарства, соціально-культурного будівництва.
У 1924 року в Тростянці було 2 початкові та 7-річна трудова школи, дитячий будинок, школа ліквідації неписьменності. Відкрили бібліотеку, клуб та самодіяльний театр, а також громадську їдальню, дитячий майданчик та дитячі ясла.
У травні 1928 року мешканці передмістя Качурівки організували сільськогосподарську артіль «Свій труд». У жовтні 1929 року в містечку було організовано сільськогосподарську артіль (колгосп) «Комінтерн». 1934 року за рішенням загальних зборів громадян села був організований колгосп, який отримав назву «Політвідділ». 1935 року колгосп «Комінтерн» був поділений на господарства ім. Комінтерну та ім. Паризької Комуни. Розвитку колгоспного руху сприяло створення 1930 року машинно-тракторної станції (МТС). Уже 1940 року колгоспники збирали з гектара по 16-18 цнт зернових, 190—230 цнт цукрових буряків, 12 цнт соняшнику.
З 1930 року в Тростянці діяла авторемонтна майстерня, з 1934 р. — майстерня з ремонту тракторів і сільгоспмашин. Діяли також маслозавод, промкомбінат, дві електростанції. 1935 року відкрито середню школу, де навчалося 650 учнів, працювали заводський та районний клуби, бібліотека з книжковим фондом 6 тис. примірників.
Під час організованого радянською владою Голодомору 1932—1933 років померло щонайменше 180 жителів селища. Не обминули район сталінські репресії.
Особливо трагічною сторінкою історії були роки Другої світової війни. 25-28 липня 1941 року район окупували німецько-нацистські війська, а 13-14 березня 1944 року частини 27-ї армії 2-го Українського фронту визволили район. Майже 20 тисяч тростянчан воювали на фронтах війни, понад 5 тисяч з них — загинули, багатьох нагороджено орденами і медалями, 6 стали Героями Радянського Союзу: Мазур Трифон Григорович з с. Савинці, Могильчак Іван Лазарович з с. Демидівка, Надутий Михайло Іванович з с. Цибулівка, Наконечний Анатолійович Гаврилович з м. Ладижин, Смовзюк Леонтій Семенович з с. Скибинці, Сокур Петро Трохимович з с. Демківка; 1 — повним кавалером орденів Слави (Грубий Тимофій Омелянович з с. Савинці).
В повоєнні роки в райцентрі та селах району не лише відновлювались старі, зруйновані підприємства, але й збудовано цілий ряд підприємств, об'єктів соціально-культурного та житлово-комунального призначення, багато зроблено щодо розвитку інфраструктури та благоустрою населених пунктів.
1962 року розпочалася реконструкція спиртового заводу, створено новий цех хлібопекарських дріжджів. Швидкими темпами зростали й інші підприємства. Тростянецький маслозавод 1970 року давав продукції у 20 разів більше, ніж 1950 року. Автобаза перетворилась на потужне підприємство «Союззаготтранс». 1965 року завершилось спорудження Тростянецького м'ясокомбінату — другого в області за потужністю підприємства з переробки м'яса.
В лютому 1951 року малочисельна артіль «Політвідділ» була приєднана до сільгоспартілі «Паризька комуна», а 1957 року з приєднанням до них артілі «Комінтерн» було утворено колективне господарство «Україна».
За післявоєнні роки введено в дію універмаг і ряд інших великих магазинів та закладів громадського харчування, будинок побуту, приміщення рай друкарні та редакції районної газети, районного управління юстиції, райсанепідемстанції, станції по боротьбі із захворюваннями тварин, райвузла зв'язку, ряд адміністративних споруд: районної і селищної рад, суду і прокуратури, райвідділу внутрішніх справ, райвійськкомату, райвно, першої та другої черги центральної районної лікарні. Введено в експлуатацію новий ринок, школу № 2, добудову до школи № 1, три дитячих садки, автовокзал, стадіон зі спортивним комплексом «Колос», ряд відомчих спортзалів, парк «Пам'ять».
Реконструйовано, збудовано виробничі бази райагробуду, МШПМК-51, райшляхрембуддільниці, транспортної контори і ПМК облспоживспілки, міжрайбази, нафтобази, АТП 10538, хлібоприймального підприємства, райсількомунгоспу і комбінату комунальних підприємств, цеху «Вторчермет», комбікормового заводу, райагрохіму, райагротехсервісу, райагромашу, управління з експлуатації газового господарства, районного підприємства електромереж, паливного складу.
Введено в експлуатацію чимало житла, багато зроблено щодо розвитку інфраструктури міста — шляхового сполучення, мереж водопостачання і газифікації, енергопостачання, радіофікації і телефонізації, благоустрою вулиць селища.
Здобуття Україною незалежності дало змогу українському народу самому дбати не лише про економічний, а й про соціально-культурний розвиток держави, її складових — регіонів, населених пунктів. Разом з тим це не захищало від об'єктивних труднощів, суб'єктивних помилок, упущень. З 1989 і практично до кінця ХХ ст. в державі тривав спад виробництва, уповільнився соціально-культурний розвиток, що мало місце і в життєдіяльності нашого району, райцентру. І лише після цього стали помітніші зрушення на краще, особливо відчутні вони в останні два роки, коли вдалося добитись стабілізації в господарському комплексі району, нарощування обсягів виробництва продукції, робіт, послуг, залучення ефективних власників та зростання заробітної плати працюючим, зменшення заборгованості по зарплаті, відкриття нових робочих місць, збільшення надходження коштів до районного бюджету, інвестицій, поліпшення соціального захисту населення, від чого залежить добробут людей, належне функціонування закладів бюджетної сфери. При цьому було забезпечено стабілізацію суспільно-політичної обстановки району. Значна увага в районі приділяється ефективному використанню кадрового потенціалу, роботі з кадрами, посиленню виконавської дисципліни та заохочення їх ініціативної, сумлінної, якісної і ефективної в умовах становлення ринкової економіки роботи.
12 червня 2020 року, відповідно розпорядження Кабінету Міністрів України № 707-р «Про визначення адміністративних центрів та затвердження територій територіальних громад Вінницької області», село увійшло до складу Тростянецької селищної громади.
19 липня 2020 року, в результаті адміністративно-територіальної реформи і ліквідації Тростянецького району, село увійшло до складу Гайсинського району.

## Населення

### Мова
Розподіл населення за рідною мовою за даними :
| Мова            | Кількість | Відсоток |
| --------------- | --------- | -------- |
| українська      | 7993      | 98.06%   |
| російська       | 134       | 1.64%    |
| румунська       | 8         | 0.10%    |
| білоруська      | 4         | 0.05%    |
| ромська         | 1         | 0.01%    |
| гагаузька       | 1         | 0.01%    |
| болгарська      | 1         | 0.01%    |
| німецька        | 1         | 0.01%    |
| вірменська      | 1         | 0.01%    |
| інші/не вказали | 7         | 0.10%    |
| Усього          | 8151      | 100%     |

## Пам'ятники

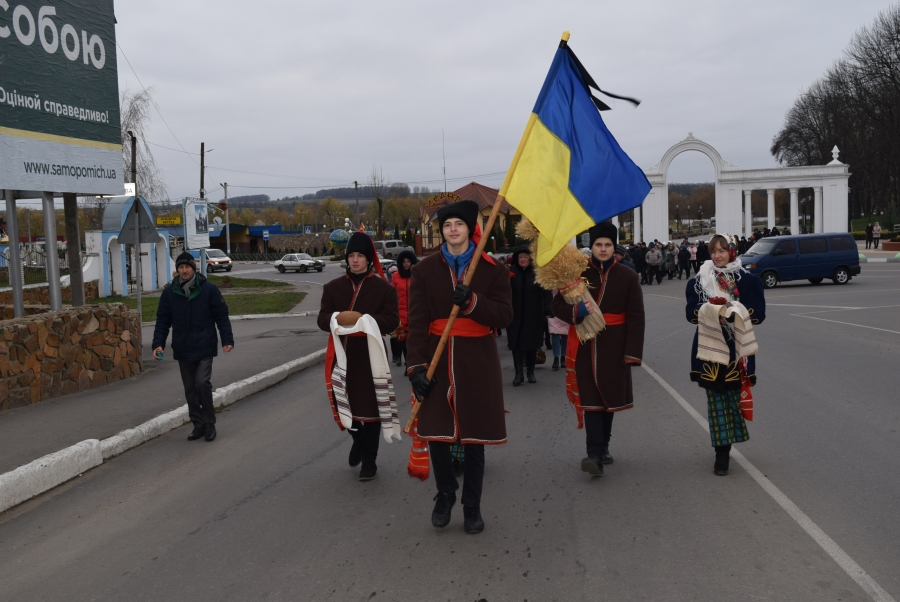
Тростянчани вшанували жертв голодоморів, 2019 рік

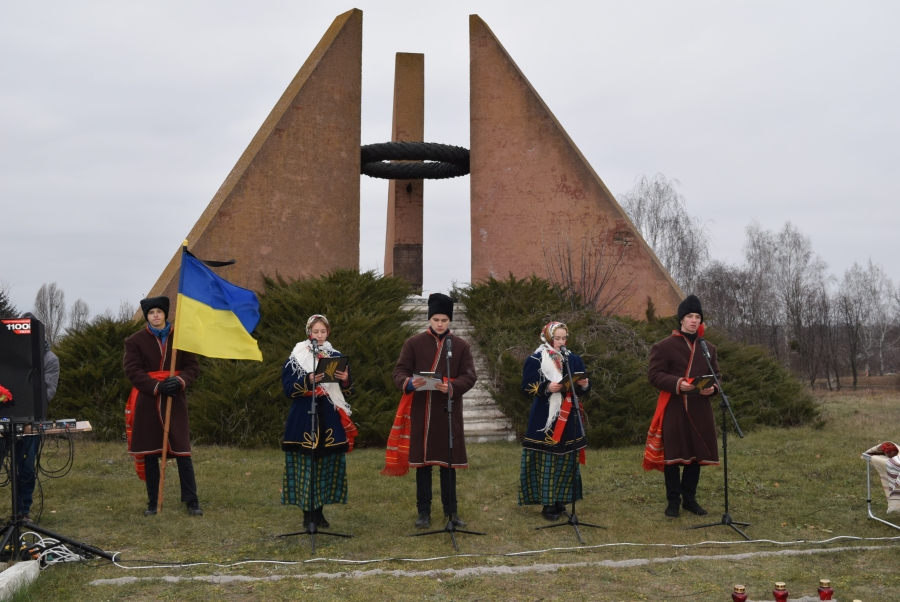
Тростянчани вшанували жертв голодоморів

14 грудня 2009 року у селищі було відкрито пам'ятник жертвам Чорнобильської катастрофи. Відкриття пам'ятника відбулося в Тростянецькому парку культури і відпочинку.

## Природно-заповідний фонд
- ботанічний заказник місцевого значення Урочище Половича
- Тростянецький орнітологічний заказник місцевого значення
- заповідне урочище Кайдуби

## Персоналії
- Баламут Світлана Юхимівна — українська письменниця.
- Білозір Лариса Миколаївна (нар. 1981) — українська громадська діячка, політик. Народний депутат України IX скликання.
- Дончук (Колесник) Лариса Федорівна (нар. 1952) — українська поетеса і прозаїк.
- Курашкевич Кирило Володимирович (1920—2010) — український поет і прозаїк.
- Побережець Сергій Петрович — підполковник Збройних сил України, учасник російсько-української війни. Герой України.
- Ратушняк Георгій Сергійович (нар. 1947 р.) — український науковець, професор, заслужений працівник освіти України, декан факультету будівництва, теплоенергетики та газопостачання Вінницького національного технічного університету.
- Ольга Стороженко (нар. 1992) — українська акторка, модель, викладачка та володарка титулу «Міс Україна Всесвіт» 2013.
- Мендель Ошерович — єврейський журналіст і письменник зі США, автор книги про Голодомор, де описуються події з Тростянця та околиць

## Галерея
|                                              |
| Архітектурна арка в центрі населеного пункту |

|                                           |
| Меморіал загиблим у Другій світовій війні |

|                           |
| Районний будинок культури |

|                                                                                   |
| Навчально-виховний комплекс «Середня загальноосвітня школа І-ІІІ ст. №1-гімназія» |

|                       |
| Бар і готель «Катрін» |

|  |
|  |

|  |
|  |

|  |
|  |

|  |
|  |

|  |
|  |

|  |
|  |

## Проблеми селища
1. Довгий час у різних районах по території селища (особливо у літній період) спостерігаються перебої з подачею холодної води. Причиною тому, можливо, є неправильно спроектована система водопостачання або ж перевантаження системи, у зв'язку з великою кількістю споживачів